# Moment (mechanica)

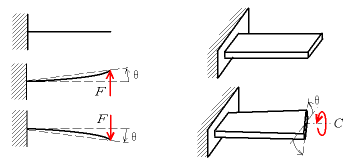
Soorten moment: links een buigend moment, rechts een wringend moment

Krachtmoment, of simpelweg moment (zie bijvoorbeeld ook impulsmoment en traagheidsmoment) is in de statica en in de constructieleer een maat voor het rotatie-effect van een kracht (zie ook bij koppel).
Er wordt onderscheid gemaakt tussen buigmoment, een buigend moment dat de balk doet buigen, en een torsiemoment, een wringend moment dat de balk tordeert. De grootte van een moment is bepaald als het product van kracht en krachtarm; daarbij is de krachtarm de loodrechte afstand van de werklijn van de kracht naar de as of het punt waar omheen het voorwerp kan draaien. Een moment heeft ook een 'zin', die men kan uitdrukken als links- of rechtsdraaiend, of als wijzerzin of tegenwijzerzin, of als positief ('bolle kant onder') of negatief ('bolle kant boven'). Een moment wordt uitgedrukt in newtonmeter (Nm).
Bij het voorbeeld linksonder op de afbeelding is de ligger ingeklemd en zal de gehele (verticale) kracht moeten worden afgedragen aan de muur. Het buigmoment in de ligger t.p.v. de inklemming in de muur is in dit voorbeeld 10 meter × 100 newton = 1000 Nm en in wijzerzin, of 'negatief'.
Voor het statisch evenwicht van een voorwerp moet niet alleen de som van alle krachten nul zijn (geen verplaatsing), maar ook de som van alle momenten (geen draaien). De muur zal dus een verticale kracht van 100 N omhoog en ook een moment van 1000 Nm in tegenwijzerzin moeten leveren. Zie ook wetten van Newton.
Bij een scharnier-oplegging is geen momentoverdracht mogelijk. Een scharnier verzet zich niet tegen een rotatie.
De doorbuiging van een balk wordt o.a. bepaald door de doorsnede ervan. Voor de doorsnede kan men een oppervlaktetraagheidsmoment berekenen. Men kan dat zien als bepalend voor het moment dat nodig is voor een bepaalde doorbuiging. Met de kennis over de momenten, de doorsnede en de materiaaleigenschappen van de ligger kan de doorbuiging van de ligger worden berekend. Zie ook balktheorie.
Op elke doorsnede werkt normaal een ander moment. Afhankelijk van de belasting (in het voorbeeld een puntbelasting) kunnen verschillende momentenlijnen worden getekend die op de ligger werken. Die zullen anders zijn bij een puntbelasting dan bijvoorbeeld bij een gelijkmatige belasting over de gehele ligger. Een constructeur kan aan de hand van de te verwachten belastingen (en dus de te verwachten momenten en spanningen) de ligger dimensioneren.

## Formules
De definitie van moment is in formulevorm:
{\displaystyle {\vec {M}}={\vec {r}}\times {\vec {F}}}
Daarin is:
{\displaystyle {\vec {M}}} het moment, uitgedrukt in newtonmeter (Nm)
{\displaystyle {\vec {F}}} de krachtvector die op het voorwerp werkt. De grootte ervan wordt uitgedrukt in newton (N).
{\displaystyle {\vec {r}}} de positievector van het aangrijpingspunt van de kracht. De lengte wordt uitgedrukt in meter (m).
Wiskundig gezien is de momentenformule een vectorieel product. Als alleen de grootte van het moment berekend moet worden - en niet de richting - volstaat het om de grootte van de kracht te vermenigvuldigen met de loodrechte afstand van het draaipunt tot de werklijn van de kracht.